# Kleine koedoe
De kleine koedoe (Tragelaphus imberbis) is een middelgrote Oost-Afrikaanse antilopesoort, verwant aan de grote koedoe (Tragelaphus strepsiceros).

## Kenmerken
De kleine koedoe is een middelgrote, slanke antilope met lange poten en een lange, slanke kop. Enkel het mannetje draagt hoorns. Deze hebben twee tot drie draaien en worden 60 tot 90 centimeter lang.
Het volwassen mannetje heeft een grijsbruine vachtkleur, vrouwtjes en jonge dieren zijn roder. Mannetjes worden donkerder en grijzer naarmate ze ouder worden. Over het lichaam, van de schouders tot de romp, lopen elf tot vijftien dunne verticale strepen. Op de wangen, onder de ogen en op de keel en het onderste deel van de hals zitten witte vlekken. De poten zijn taankleurig of oranjebruin met enkele zwarte en witte vlekken. De staart is bruin of grijs van boven en wit van onder. De punt is zwart. Over de rug, van de schouders tot de staart, loopt een strook van kort haar.
De kleine koedoe heeft een kop-romplengte van 110 tot 175 centimeter, een schofthoogte van 90 tot 110 centimeter en een staartlengte van 25 tot 40 centimeter. Het mannetje is groter dan het vrouwtje. Het mannetje weegt gemiddeld 92 tot 108 kilogram, het vrouwtje 56 tot 70 kilogram.

## Verspreiding en leefgebied
De kleine koedoe leeft voornamelijk in de met Acacia, Commiphora, doornstruiken en struwelen begroeide delen van halfwoestijnen. Hij waagt zich zelden in meer open gebied. Hij komt voor in Kenia, Tanzania, Oost-Ethiopië en de Hoorn van Afrika. Vroeger leefde de soort ook in het zuiden van het Arabisch Schiereiland. De kleine koedoe kan tot op 1300 meter hoogte aangetroffen worden.

## Leefwijze
De kleine koedoe is voornamelijk vroeg in de ochtend en laat in de middag en 's avonds actief. De rest van de dag rust hij staand of liggend in de schaduw van dicht struweel. Het strepenpatroon op het lichaam geeft de kleine koedoe camouflage, zodat hij in het dichte struikgewas niet opvalt. De soort leeft voornamelijk van de bladeren, scheuten, knoppen, zaden, vruchten en bloemen van bomen en struiken. Soms eet hij ook vers, groen gras. De kleine koedoe kan langere tijd zonder water, ook in de droge tijd, waarin hij voldoende vocht haalt uit de bladeren van succulenten. Als er een waterbron aanwezig is, zal hij echter wel drinken.
De kleine koedoe heeft een vast woongebied, die hij zelden verlaat. Hij is echter niet territoriaal. Vrouwtjes trekken vaak meerdere jaren op met één of twee andere, waarschijnlijk verwante vrouwtjes, en soms verzamelen vrouwtjes zich in kleine kudden van tot 24 dieren. Een jong mannetje zwerft over een groot gebied, maar als hij ouder wordt neemt hij de intrek in een kleiner woongebied. Oude mannetjes mijden elkaar meestal. Bij gevaar laat hij een luid blaffend geluid horen en vlucht hij weg. Hij is hierbij in staat om sprongen van twee meter hoog te maken, waarbij hij zijn staart en achterlijf hoog in de lucht gooit.

## Voortplanting
Het mannetje probeert een vrouwtje te verleiden door haar met hikkende en zeurderige roepen te achtervolgen, waarbij hij aan haar knabbelt en tegen haar aanwrijft, net zo lang tot ze met copulatie instemt. Na een draagtijd van ongeveer 222 dagen wordt één enkel jong geboren. Het jong blijft de eerste twee weken verborgen. De kleine koedoe is na 18 tot 24 maanden geslachtsrijp. Als het mannetje een jaar of vier oud is, zijn de hoorns volgroeid. De kleine koedoe wordt ongeveer vijftien jaar oud.